# Scapheremaeus subglaber
Scapheremaeus subglaber är en kvalsterart som beskrevs av Balogh och Sandór Mahunka 1978. Scapheremaeus subglaber ingår i släktet Scapheremaeus och familjen Cymbaeremaeidae. Inga underarter finns listade i Catalogue of Life.